# کیش‌سنت‌مارتون
کیش‌سنت‌مارتون (به مجاری:  Kisszentmárton) یک منطقهٔ مسکونی در مجارستان است که در ناحیه شیه واقع شده‌است.